# Стефан Немања
Стефан Немања (црсл. Стѣфань Неманꙗ; око 1113 — 13. фебруар 1199 или 1200) био је српски велики жупан (1166—1196), који се изборио за политичку самосталност Србије у односу на Византијско царство. Остварио је уједињење готово свих српских области (Рашка, Дукља, Травунија, Хумска земља, Неретванска крајина) у јединствену српску државу. Био је родоначелник српске владарске династије Немањића, која се одржала на власти све до 1371. године.
Сматра се једним од најзначајнијих српских владара, а такође се заједно са сином Светим Савом I Српским сматра и једном од најзаслужнијих личности у историји Српске православне цркве, која Стефана Немању слави као Светог Симеона Мироточивог. Доба његове владавине представља преломни период у политичкој и културној историји Срба.
За време владавине старијег брата, великог жупана Тихомира, управљао је источним областима Србије са седиштем у области Топлице, док су остала браћа, кнезови Мирослав и Страцимир, управљали западним и северним областима. Око 1166. године, међу браћом је дошло до сукоба око власти, након чега је нови велики жупан постао Немања.
Иако је под доласку на престол признао врховну власт византијског цара Манојла I Комнина (1143—1180), Немања се 1172. године прикључио антивизантијском савезу, али се већ наредне године поново потчинио цару. После цареве смрти 1180. године, обновио је нападе на византијску територију, проширивши власт на околне српске области (према југоистоку: Косово и Врање, према североистоку: део Великог Поморавља, а у српском приморју: Дукља и Травунија, а од рније Захумље и Неретванска крајина), објединивши тако готово све српске земље, осим Босне. Његова експанзија је заустављена 1191. године поразом на Морави, након чега је Србија симболично постала византијски вазал, али је Немањи признат већи део дотадашњих освајања.
На унутрашњем плану, окренуо се учвршћивању власти у земљи. Сазвао је сабор против богумила у Рашкој, након чега се, уз помоћ војске, сурово обрачунао са следбеницима овог учења, које је сматрано јеретичким. На међународном плану српски велики жупан је био одан вазал Манојлу Комнину од 1172. године, шаљући му помоћне војне одреде који су учествовали и у бици код Мириокефалона (1176). године, али после смрти цара Манојла I (1180), велики жупан се одметнуо и улазио је у велике савезе против Византије. Послао је своје посланике чак у Нирнберг 1188. на преговоре са светоримским царем Фридрихом I Барбаросом (1155—1190).
У уметности, његову владавину карактерише почетак подизања монументалних владарских задужбина, као и појава аутентичног српског стила у сакралној архитектури, познатог као рашки стил, за чији почетак се узима његово подизање манастира Ђурђеви Ступови. Поред њега, Немања је подигао и обновио читав низ цркава и манастира, међу којима треба истаћи манастире: Студеницу (коју је подигао себи као маузолеј) и Хиландар, који је обновио из темеља са сином Савом 1198. године.
Повукао се са власти на сабору одржаном 1196. године, а за наследника на великожупанском престолу одредио је средњег сина Стефана, потоњег првовенчаног краља, а пренос власти је извршен у договору са византијским царем Алексијем III (1195—1203), чијом је ћерком Евдокијом нови велики жупан био ожењен. Одступивши са власти, Немања се замонашио у манастиру Студеници, добивши име Симеон, а затим се повукао у светогорски манастир Хиландар, где је и преминуо. Његове мошти су 1208. године пренете у манастир Студеницу, у коме се налазе и данас.

## Порекло и породица
Стара српска житија помињу Немањине родитеље без изричитог навођења њихових имена, што је представљало посебан изазов за састављаче познијих родослова и летописа, а потом и за историчаре, који су тим поводом указивали на разна решеља, настојећи да пруже одговор на питање о Немањином пореклу и његовим везама са претходном великожупанском династијом Вукановића.
О животу Немањиног оца и његовим родбинским везама нема много изворних података, али се на основу Житија Светог Симеона од Стефана Првовенчаног може закључити да се Немањин отац због сукоба са рођацима и борбе око великожупанске власти склонио у Дукљу, одакле се касније вратио у престолно место великих жупана.
Дубровачки хроничар Мавро Орбини је 1601. године као Немањиног оца означио великог жупана Десу, а том податку су поверење поклонили и неки каснији истраживачи.
Пошто су Немања и Мирослав били браћа, већина истраживача је усвојила претпоставку по којој је Мирослављев отац Завида, који се изричито помиње у запису о настанку Мирослављевог јеванђеља, уједно био и Немањин отац. По томе би Немања био четврти и најмлађи син српског властелина Завиде, који је био у родбинским везама са династијама које су у то доба владале Србијом (са Вукановићима по мушкој линији) и Дукљом (са Војислављевићима по женској линији).
У науци постоје разне претпоставке о идентитету и пореклу Немањиног оца. Тако су Љубомир Ковачевић (1900), и Тибор Живковић (2006), претпостављали да је Немањин отац био син великог жупана Вукана I, док је Станоје Станојевић (1930) сматрао да је Немањин отац био син Вукановог синоваца Стефана Вукана, који се у византијским изворима помиње поводом збивања из 1094. године. Поред ове две уверљиве претпоставке постоје и друге. Тако су пољски историчар Јан Лесни и амерички медиевиста Џон Фајн претпостављали да је Немањин отац био син великог жупана Уроша I.
Осим Немање, Завида је имао још деце:
- Тихомира, владао као српски велики жупан (1163.[32]-(1166) 1168), живео (? - 1169..[32]).
- Страцимира, управљао областима око Западне Мораве (1163-(1166) 1168, 1169-?), живео (?-после 25. децембра 1189.[33])
- Мирослава, управљао Захумљем (1163-(1166) 1168, 1169-?), живео је до 1196. или 1199.[34][33]
- Ћерку непознатог имена, удату за неког од Војислављевића, вероватно Градихну[26]
- Bojcлавy, удату за Кулина, бана Босне[35]

Био је ожењен племкињом Аном (у монаштву Анастасија), која је потомкиња бугарског цара Јована Владислава и са којом је имао можда шесторо деце:
- Вукана, кнеза и самозваног краља Зете (око 1190—1208), али и великог жупана Србије (1202/03—1204/05), живео (?—1208);
- Стефана, великог жупана Србије (1196—1217) и краља Србије (1217—1227), живео (?—1227);
- Растка, првог српског архиепископа Саву I (1219—1233), живео (1169—1236);
- Јефимију, удату за Манојла Дуку;
- Ћерку непознатог имена, удату за Тиха, управника Скопља, мајку Константина I Асена Тиха;
- Јелену, супруга цара Јована Асена I и мајка цара Јован Асен II[36]

## Прилике у првој половини XII века
Током осме деценије 11. века, зетски краљ Бодин (1081—1101) је заузео Рашку и на власт довео жупане Марка и Вукана. У византијским изворима са краја XI и почетка 12. века јавља се Вукан као главни и једини предводник српских напада на Византију, који се из Звечана спушта на Косово и угрожава византијски Липљан. Не зна се када је он умро, пошто византијски извори након тог периода ћуте о њему, али се сматра да се то десило између 1112. и 1115. године. Након њега се, као српски велики жупан, јавља његов братанац Урош I, који је водио офанзивну политику према Византији. Он се повезује са Мађарима и учествује у њиховом нападу на Византију (1127—1129), а почетком четврте деценије XII века удаје своју ћерку Јелену за угарског престолонаследника слепог Белу II (1131—1141). Она је имала утицаја на политику свога мужа, али и њеног сина и његовог наследника Гезе II (1141—1161), а на угарском двору се у том периоду налазио и један од Урошевих синова Белош, који је обављао високе државне послове као бан и палатин (управник двора).
Пре 1146. године, највероватније крајем 1145. године, Урош I умире, а власт преузима његов најстарији син Урош II. Он се повезује са Угарском, којом је тада владао његов сестрић Геза II уз помоћ своје сестре и брата, покушава да се ослободи византијске врховне власти. Међутим, цар Манојло је 1149. године спалио Рас, а идуће године је на реци Тари (код Ваљева или у Црној Гори) потукао српске снаге ојачане помоћним угарским одредима. Он је Уроша II приморао да поново призна византијску власт, као и после нове неуспешне побуне 1153. године. Уроша је 1155. године покушао да збаци са власти најмлађи син Уроша I Деса, али је остао на власти одлуком Манојла Комнина.

## Рођење и младост
Немањин отац, Завида, је прогнан из земље током династичког сукоба који је у њој вођен око власти међу Вукановићима. Немањино житије наводи да је тада био велики метеж и да су његовом оцу браћа му завишћу одузели земљу, што неки историчари тумаче да је Завида заправо био велики жупан Србије, кога су сродници збацили са власти.. Он се након тога склонио у Дукљу, у којој је рођен, а Стефан Првовенчани у Житију Светог Симеона управо за Дукљу и Далмацију такође каже да су права дедовина Немањина: Поврати Диоклитију и Далмацију, отачаство и рођење своје, праву дедовину своју, коју је насиљем држао грчки народ....
Током његовог прогона из земље, вероватно 1113. године у Рибници на Морачи (данашња Подгорица), му се родио најмлађи син Немања. Крштен је у римокатоличкој цркви, по латинском обреду, који је био преовлађујући у тадашњој Дукљи, да би се по Завидином повратку у Србију са породицом, Немања крстио по други пут, у епископалној цркви светих Петра и Павла у Расу (тадашњој престоници великих жупана), по грчком обреду.
Навод Немањиног житија о Завидином повратку у Србију се понекад преводи да му се отац вратио у столно место, а некад да му се отац вратио на столно место, услед чега неки аутори сматрају да се Завида вратио као велики жупан. Не зна се са сигурношћу када се Завида вратио, али је то вероватно било почетком треће деценије 12. века, пошто се у житију наводи да је пунолетство стекао у Рашкој, мада има и другачијих мишљења о времену његовог повратка (друга половина четврте деценије, пета деценија XII века.)

## Византијско-угарски рат
У 1163. години, цар Манојло I Комнин је са војском преко Сердике (Софија) дошао у Ниш, где се према Јовану Кинаму одлучио "да се узгред позабави стварима у вези Србије". Тада је Србијом влада велики жупан Деса, савезник Иштван III у угарским династичким сукобима, а тиме и противник Манојла  Када је Деса био принуђен да дође у Ниш пред цара, откривене су његове везе са угарским краљем Иштваном III, Деса га је назвао својим господаром, Манојло I је одлучио да га изведе пред суд и казни. Деса је најпре притворен и држан под стражом, а затим послат у дворски затвор у Цариград.
Пошто је сменио великог жупана Десу, који је ушао у савез са Угарима, уместо њега дао је земљу на управу Завидиним синовима, који су били у грчкој странци. Завида је имао четири сина: Тихомира, Страцимира, Мирослава и најмлађег Немању. Тихомир је био најстарији и постао је српски велики жупан. Признавала су га браћа која су управљала појединим деловима државе. Страцимира је држао подручје око Западне Мораве, Мирослав Хум, док је Стефан Немања држао подручје око Ибра, Топлице и Дубочице (око данашњег Лесковца). Немања је био ожењен Аном са којом је имао три сина, Растка, Стефана и Вукана Немањића те кћерку Вуку, Деву и Ефимију.
Византијски цар Манојло I Комнен покренуо је велику војску на Угарску јер је био обавештен о њиховом незадовољство и унутрашњим сукобима. Угарски краљевић Бела морао је живети у Цариграду, где су га оженили, а Белине земље, Далмација са јужном Угарском (испод Велебита) морале су доћи под цариградску управу. У Угарској долази до отпора због чега цар Манојло креће у поход. Византијска војска осваја Земун и Срем 1165. године. Уз Грке су ишли и обавезни одреди Срба. Друга византијска војска кренула је на запад под командом Јована Дуке, преко Рашке и Босне према јадранској обали. Без великог отпора узели су све градове од Сплита до Бара натеравши их да признају византијску власт. У северној Далмацији постаде грчки намесник Нићифор Халуфа, а јужној с Дукљом кир Изанције. Срем и суседне области дођоше под власт, Константина Анђела и Василија Трипсиха.
Византинци су имали успеха и у кампањи у Италији где су заузели важну поморску луку на западној обали Јадрана Анкону. Венеција која се раније обраћала за помоћ Византији током освајачког похода Фридриха Барбаросе у северној Италији, променила је свој однос према Грцима у страху да не изгуби Јадранско море. Она се приближила Угарској као природном савезнику против Грка. У исти мах почели су да раде међу Србима, како би их побунили против Византије. 
Угари су кренули већ 1166. године у контранапад да потисну Византију из новодобијених области. Међутим, цар Манојло као одговор покренуо је три војске против Угарске, једна с Дунава, а друге две чак преко Карпата, према средишту Паноније. Док је главна угарска војска оперисала према Дунаву, Београду и Браничеву, зашле су две византијски војске дубоко у њихово подручје изазвавши општу панику. Угари су били присиљени да преко посредника траже мир на њихову штету 1167. године.
У међувремену, византијски цар Манојло започиње 1166. године преговоре са римским папом Александром III о црквеној унији.
Као идеалан кандидат Венеције и Угарске међу Србима појавио се Немања, кога су браћа а пре свих велики жупан Тихомир утамничили у пећини код Раса. Немања се, вероватно, надао, да ће место Десе доћи он као дотадашњи представник грчке странке, док је цар Манојло довео на престо његовог најстаријег брата. Љут због тога Немања мења своју политику у корист Угарске и њених савезника. Из тамнице Немања се спасао, не зна се чијом помоћу. Немањин син и биограф, Стефан Првовенчани, описујући очев живот у житију, каже, како се избавио уз помоћ "небеских сила":
И овог опет, због кротости и правде, и дивне смерности, и због својих добрих обичаја, Владика премилостиви руком својом крепком и мишицом високом изведе из камените пећине, и узведе га на престо отачаства његова и подиже га за господара великог свему свету

## Успон на престол (1168-1172)
По свему судећи, у 1166. или 1167. години, Немања је окупио своје присталице у тврђави Рас и започео сукоб против Тихомира који је тражио наслон на Грке. Немања је збацио Тихомира, али се он успео одржати уз помоћ Византије. До одлучујуће битке између браће долази код Пантина на Косову у којој је Тихомирова војска била поражена, а он сам је страдао 1168. године у реци Ситници.
Те исте године, Вилијам Тирски, емисар од Амалрика, латински краљ Јерусалима, стигао је у дипломатску мисију у Цариград. Његов циљ је био да се Византија придружи крсташима против Египта . Вилијам Тирски, највероватније под утицајем Византинаца, оставио негативно мишљење о Србима у својим извештајима. По свему судећи, у то доба, Немања је био миропомазан за великог жупана.
Немања је потом напао, византијског вазала, кнеза Зете Радослава и том приликом припојио својој земљи део тадашње Зете и Неретванску крајину. Ускоро, Манојло Комнин долази у сукоб са Млетачком републиком и по његовом наређењу бива 12. марта 1171. године заплењена сва млетачка имовина на простору Византије. Као одговор на ово, из Венеције је покренута млетачка ратна флота са око 120 бродова према византијским поседима. Млетачка флота кренула је у септембру те године према истоку, покорила је, уз пут, византијски Трогир и Дубровник. Тада Немања улази у тешње везе са Млецима те отпочиње са нападима на византијски Котор, вршећи истовремено препад кроз моравску долину којом пролази главни јавни пут између византијског Београда и Ниша. Према Арнолду од Лубецка, на том путу у близини тврђаве Равно, у марту 1172. године, Срби су извели ноћни напад на логор западних витезова и ходочасника предвођених Хенриком Лавом и у пратњи Византинаца. Арнолд од Лубецка је такође оставио веома негативно мишљење о Србима у својим хроникама. Највероватније под утиском ноћног напада након којег су крсташи у журби напустили ову "опасну земљу", он их је чак назвао "Белијалевим синовима". У међувремену, у 1171. години, за султана у Египту је постављен Саладин, који ће постати један од највећих бранилаца Ислама у историји.
Борби против Византије желела је да се прикључи и Краљевина Угарска, а подршку овом савезу давало је и Свето римско царство, са Фридрихом Барбаросом (1152—1190) на челу. Немања је очекивао угарску помоћ, али у међувремену умире краљ Угарске Иштван III 4. марта 1172. године. Угарско посланство упутило се у Сердику (Софију), где се улогорио цар Манојло са војском припремајући се за поход. Угарски престол задобио је Манојлов кандидат Бела III (1173—1196). У међувремену, млетачка војска током зимовања 1171/72 на острву Хиос бива десеткована епидемијом, тако да Срби остају сами у борби против Византије. Манојло је одмах искористио повољан тренутак и након пријема угарског посланства сам се на челу војске упутио на Србе. Пред надолазећом византијском војском, велики жупан Немања се повукао у планине.
Према византијском хроничару Јовану Кинаму, Венеција је подстакла Немању на устанак.

## Византијски вазал (1172-1182)
Овај сукоб се окончао 1172. године Немањином предајом цару Манојлу у Нишу. Он је једног дана гологлав, босоног, са одећом исцепаном до лаката, конопцем око врата и мачем на рукама ушао у византијски логор и изашао пред цара. Стигавши до Манојла Немања је пред њега пао ничице пружајући му свој мач, да са њим ради шта му је воља. Византијски цар је прихватио његову понизност, приставши на обнову вазалних обавеза и остављање Немање на положају великог жупана. Завршни део ове епизоде одиграо се у Цариграду, кроз који је Немања спроведен као сужањ у Манојловој тријумфалној поворци, док га је маса окупљеног света исмејавала. Током кратког боравка у Цариграду, Немања се налазио 'заточен' у манастиру Богородице Евергетиде, који се налазио изван градских зидина, а у чију је славу је касније подигао манастир Богородице Добротворке (Студеница).
Византијски цар Манојло Комнин је вратио Немању на положај великог жупана, а његовој браћи је потврдио њихове удеоне области - Страцимиру око Западне Мораве и Мирославу Захумље. По повратку, Немања се окренуо учвршћивању централне власти, а Тихомировог сина и наследника Првослава је приморао да се одрекне владарских претензија у његову корист.
У складу са својим вазалним обавезама, Немања је редовно слао помоћне одреде у византијске војне походе. Тако су се и српски одреди нашли у саставу византијске војске коју су трупе Иконионског султаната до ногу потукле у бици код Мириокефалона 17. септембра 1176. године у кланцима Мале Азије. По речима Никите Хонијата, сам Манојло је овај страховит пораз упоредио са катастрофом код Манцикерта из 1071. године.
Богумилство свој врхунац доживљава у Византијском царству током 11. и у првој половини 12. века Главна политичка тенденција богумилства била је отпор византијској државној и црквеној власти.
Крајем 12. века, међу Србима и другим балканским Словени, је било веома распрострањено 'словенско' гностичко или дуалистичко учење названо богумилство. Само богумилство је било веома раширено међу народом у Рашкој и Босни., а његово ширење међу властелом довело је Немањине акције против њих. Он је сазвао црквено-државни сабор на коме је требало да се донесе одлука даљим мерама против њих. Сабор је  окупио комплетан државни врх, састављен од велможа и рашког епископа Евтимија, као и великог броја игумана и монаха. Сабор је одржан око 1176. године, у време Немањиног вазалства и пре смрти цара Манојла 1180. године. Велики жупан Немања на сабору одржао је говор о штетности богумилске јереси. На сабору као главни сведок говорила је једна жена која је била удата за јеретика. Њено сведочење било је пресудно да се препирка на сабору оконча и да већина стекне утисак да се ради о штетном верском учењу. Након консултација, нарочито са грчким епископом Евтемијом, велики жупан донео је мере против њих. Челник или вођа домаће богумилске заједнице је ухваћен и изведен пред дворски суд. Велики жупан је њиховом вођи поштедио живот, а осуђен је на телесну казну, одсецање језика како не би више хулио и ширио штетно учење. За разлику од византијског антибогумилског сабора, одлуке Немањиног нису подразумевало смртну казну. Војска је упућена у оне делове земље где је њихово деловање било најизраженије. Првенствени циљ ове акције је било преобраћање. Мере које су предузимане против оних који су то одбијали су биле заплена имовине, кажњавањем блажим казнама, спаљивање књига, као и протеривање из земље. За богумилску заједницу у Немањиој држави ово је свакако био прогон и немилосрдна акција али ипак није било сукоба и масовног убијања. Њихова заплењена имовина није коришћена за лично богаћење већ је раздељена прокаженим и убогим. Заправо овај верски покрет није уништен, и он ће се у целој Европи као такав најдуже задржати код Срба, и то до краја самог средњег века.

## Рат са Византијом (1183-1191)
Након смрти цара Манојла 24. септембра 1180. године угарски краљ Бела III сматрао је да нема више обавезе према Византији. Већ 1181. покреће офанзиву против Византије и осваја Срем, североисточни део јадранске обале (укључујући Задар) и Земун. Византија је тада била заузета унутрашњим сукобима тако да је изостао војни одговор на угарска освајања. Године 1182. Бела III наређује напад на Београд и Браничево. Сам напад је био доста невешто изведен, а обе тврђаве браниле су искусне војсковође из доба цара Манојла, Алексије Вранас и Андроник Лампардис.
Након смрти цара Манојла 1180. године, његова удовица, латинска принцеза Марија Антиохијска била је регент њеном малолетном сину наследнику трона Алексеју II Комнину. Њено регенство је било омражени међу Грцима због фаворизовања латинских трговаца, те је са сином свргнут са власти у априлу 1182. године од Андроника I Комнина, који је у Цариград ушао у валу велике подршке својих присталица. Готово истовремено, славље се претворило у насиље према омраженим Латинима у њиховој четврти где је уследио масакр.
Узурпација Андроника I ослободила је Немању потчињености византијском цару, односа успостављеног за живота Манојла Комнина 1172. године. Такође, заповедник византијске војске Андроник Лампардис у Нишу и Браничеву отказао је послушност новим централним властима. У исто време, у 1183. години, угарски краљ Бела III покреће офанзиву и осваја византијски Београд, Ниш и Сердику (Софију). Према византијском хроничару Никити Хонијату овом походу прикључили су се и Срби на челу са Немањом. Следеће године, Немања покреће офанзиву на југоисточну јадранску обалу и осваја византијски Скадар и опседа Дубровник.
У међувремену, 1185. године, Андроник I страдао је од линча руље у Цариграду а нови византијски цар Исак II Анђело I започео је мировне преговоре са угарским краљем. Мировним уговором било је предвиђено да цар Исак II ожени Белину кћерку Маргарету. Угарска војска повукла се са византијског дела централног Балкана остављајући Немању без подршке. На срећу по Немању, Нормани и Бугари су се придружили антивизантијској алијанси.
Немања је присилио Дубровник да замени византијску са норманском влашћу. Нормани краља Вилијама II од Сицилије, такође 1185. године освајају византијски Драч и Солун и покрећу експедицију према Цариграду али услед велике пљачке губе дисциплину, па их Византинци лако побеђују у бици код Деметрича, у Доњој Струми. Такође, у Доњем Дунаву, у северној Бугарској је започео устанак предвођен браћом Петром и Јованом Асеном, чији је један од повода био ванредни данак који је цар Исак II наложио да се сакупи зарад његове свадбе. Немања је потом координисао акције са браћом Асен против Византије.

## Између два цара
У међувремену, Ајубидски 
султан Саладин заузима 1187. године Јерусалим. Због пада Јерусалима на латинском Западу долази до великог комешања који покреће Трећи крсташки рат. Велика крсташа војска предвођена немачким царем Фридрихом Барбаросом упутила се 1189. године од Будима преко Београда и Ниша према Једрену и Цариграду.
У Нишу, у новом столом месту Стефана Немање, сусрели су се немачки цар и велики жупан крајем јула 1189. године. Немања је на састанку од Барбаросе тражио да крсташи зарате са Византијом. Међутим, Барбароса је на дипломатски начин одбио овај предлог желећи да обезбеди само безбедан пролаз за своју војску кроз Византију. Месец дана касније започели су преговори уз велике тензије између крсташа и Византинаца око пролаза. У то доба, према хришћанској доктрини, могао је да постоји само један цар у хришћанском свету. Отуда велико ривалство и тензија између Римског царства (данас познате као Византија) и Светог римског царства. Крсташи су заузели Филипоље и Адријанопоље и припремили се за напад на Цариград. Немања користи ову ситуацију и покреће офанзиву према византијском Скопљу и Призрену. У међувремену, постигнут је споразум између два цара у Адријанопољу о преласку крсташке војске преко Дарданела у фебруару 1190. Током преговора, цар Исак II је одговорио да му је склопљено пријатељство између крсташа и Срба падало сумњиво и тешко.
Међутим, након преласка у Малу Азију те исте године у јуну немачки цар утопио се у реци Киликији. Следеће године, цар Исак II покреће казнену експедицију и у бици на Јужној Морави Немања је био поражен. Цариград заправо није желео да покори Србе већ да поврати Ниш и главни пут према Браничеву и Београду као и да од бунтовних Срба начини савезнике. Уговором о миру било је предвиђено да Стефан Немањић, средњи син великог жупана Стефана Немање ожени византијском принцезом, тј. синовицом византијског цара. Овим чином Немањићи су се ородили са царском породицом.

## Повратак Византији
Закљученим миром предвиђено је да великог жупана Немању наслеђује његов средњи син Стефан, који је добио византијску титулу севастократора и византијску принцезу Евдокију за жену, а не прворођени Вукан, који је већ тада управљао у примирским областима.
Новембра 1192, на путу за Венецију, од Акре преко византијског Крфа, услед невремена на мору, пристао је на југоисточну јадранску обалу код Дубровника, као обичан витез Темплар Ричард I. Ту је разоткрио да је он заправо краљ Енглеске.
Угарски краљ Бела напао је Србију почетком 1193. године. Цар Исак II захтевао је повлачење угарских трупа и претио Бели ратом. Истовремено је млетачки дужд Енрико Дандоло покушао да заузме угарски Задар, али безуспешно. Априла 1195, таст Стефана Немањића Алексије III Анђел (1195—1203) свргнуо је са власти свога брата Исака II и преузео власт.
Године 1196, на државном сабору код Петрове цркве у Расу, Стефан Немања се одрекао престола у корист средњег сина Стефана, који је постао српски велики жупан. Најстаријем сину Вукану је оставио на управу Дукљу, Травунију, Хвосно и Топлицу. Немања се у дубокој старости замонашио и добио име Симеон. Убрзо након тога одлази у Византију, у Свету Гору, где се већ неко време налазио као монах његов најмлађи син Сава. Добили су дозволу од новог византијског цара да обнове запустели манастир Хиландар.

## Удеони кнез (до 1166/1168)
Када је одрастао, Немања као удеони кнез у Србији, добио је на управу жупе Топлицу, Ибар, Расину и Реке, односно области око Топлице, Ибра, Расине и Пусте Реке. Вероватно је учествовао у управљању Србијом под влашћу три велика жупана Уроша II, Десе и Тихомира. У том периоду, најкасније 1165. десио се један значајан сусрет Немање са царем Манојлом I.
Вероватно у седмој деценији 12. века, током припрема за један од похода против Угарске, или после неког од њих, византијски цар Манојло I Комнин (1143—1180) позвао је Немању у свој логор у Нишу. Првовенчани сусрет цара и Немање описује као веома срдачан:
А кад га овај угледа, прими га с царском љубављу и пољуби га.
Том приликом Манојло I је Немањи доделио дворску титулу царског сана и жупу Дубочицу (око данашњег Лесковца) на управу, чиме је он постао директни царев вазал. Манојлови разлози за овај поступак нису познати. Можда је Немања изабран зато што је био најмлађи од четири брата, па самим тим и са најмање легитимитета да се укључи у борбе за положај великог жупана, које су трајале, са прекидима, током последњих деценија, или због тога што је владао областима које су се наслањале на правац Via Militaris који је ишао Моравском долином, а због чега је Немања био у положају да одсече одступницу Византинцима]] у борби са Мађарима. Треба имати у виду да су Византинци и Мађари током прве половине XII века водили сталне борбе на граници Панонске низије и Балканског полуострва, у којима су српски велики жупани били традиционални савезник краљевине Угарске. Због тога је Манојло уздизањем Немање, покушао да закомпликује прилике у Србији, али и да стицањем Немањине захвалности обезбеди себи леђа.
Током похода против Угарске исте године, Манојло се коначно обрачунава са Урошем II и уместо њега за новог великог жупана поставља Десу (1162—1163), обавезавши га да му врати област Дендру коју му је 1155. године дао на управу. Наредне године Манојло је у Нишу поново кренуо да окупља војску за напад на Угарску, у којој су се, везани вазалним обавезама, морали наћи и велики жупан Деса и кнез Немања. Пошто се Деса није појавио у Нишу са предвиђеним трупама, нити је цару вратио Дендру, а постојали су и извештаји да преговора са Мађарима и Немцима, Манојло је Десу позвао на одговорност у Ниш. Након тога је одведен у Цариград, а за новог великог жупана је Манојло поставио Тихомира(1163-(1166) 1168),  најстаријег Немањиног брата. У успешним походима византијске војске против краљевине Мађарске током 1163. и 1164. године, заузети су Земун и већи број градова на обали Јадранског мора од Сплита до Бара, а у њиховим редовима, на челу својих одреда, највероватније се налазио и сам Немања. Нови византијски поход против Угарске уследио је 1166. године, а у саставу трупа којима је командовао Андроник Контостефан били су и одреди српске коњице које је послао српски велики жупан. Ти одреди су учествовали у византијској победи код Сирмијума (данашње Сремске Митровице) која је одлучила исход рата, иако није дошло до територијалних промена.

### Сукоби са браћом
Непосредно после добијања Дубочице, Немања почиње са градњом манастира светог Николе у Куршумлији и манастира посвећеног Богородици на ушћу Косанице у Топлицу. У његовим житијима се градња ових манастира наводи као разлог за незадовољство његове браће, која су му пребацивала да ради на своју руку, без њихове дозволе или барем договора са њима. На те примедбе Немања је одговорио:
Браћо моја драга, како смо једнородни, нека не буде на гнев ово дело моје, које почех у Господу и доврших га. Ја га сврших, па, ако је добро, нека је мени, а ако је зло, нека опет буде мени.
Међутим, прави разлог незадовољства Немањине браће је највероватније била Немањина претензија да уз помоћ Византије и подршку цркве, дође до титуле великог жупана. Он је покушао да се, уз подршку дела племства, домогне титуле великог жупана оптужујући Тихомира да води византофилску политику. На великом скупу српске властеле, који је сазван тим поводом, Немања је са делом оних који су га подржали заробљен и затворен у пећини крај Раса. Његово заробљеништво је трајало релативно кратко, пошто су га његове присталице убрзо ослободиле, након чега је уз подршку властеле постао српски велики жупан и потиснуо браћу, која су побегла у Византију.
Око датирања његовог доласка на власт постоје неслагања, тако да једни смештају Немањину побуну на сабору у 1165. годину, а његово ослобођење и долазак на власт у 1166. годину, док су раније неки Немањину побуну на сабору смештају у 1167. годину (после Тихомировог слања одреда Византији 1166. године), а његово ослобођење и долазак на власт у 1168. годину.. Извесно је, да је он између 1165. и 1168. године, као најмлађи међу браћом, збацио најстаријег брата Тихомира, преузео власт, прогласио се великим жупаном и потиснуо из земље осталу браћу (Тихомира, Страцимира и Мирослава).
Немањина житија наводе да се избавио из тамнице тако што је обећао светом Ђорђу да ће подићи манастир у његову славу на врху брда које је једино могао видети из пећине, само ако га ослободи из тамнице. Светац му је помогао, према наводима хагиографија, а Немања му је у знак захвалности подигао манастир Ђурђеви Ступови. (градња започета 1171. године).
Његова браћа су од Манојла добила војну подршку у покушају да поврате власт, а извори наводе да је против њега послата велика најамничка војска у којој је поред Грка, било Франака и Турака. До битке је дошло 1168. године. код Пантина, недалеко од Звечана и у њој су Немањине снаге успеле да потисну противника у Ситницу, у којој су се многи подавили, док су се остали у нереду повукли са бојишта. У Ситници се удавио и његов брат Тихомир., а након битке Немања је признао врховну власт Византије, док га је Манојло прихватио као законитог владара Србије. Касније се Немања измирио са браћом и оставио их на власти у њиховим удеоним кнежевинама.

## Велики жупан (од 1166. или 1168. до 1196)

### Рат са Византијом
Немања је 1170. године напао, византијског вазала, кнеза Зете Радослава и том приликом припојио својој земљи део тадашње Зете и Неретванску крајину.. Већ наредне године Манојло Комнин долази у сукоб са Млетачком републиком и по његовом наређењу бива 12. марта заплењена сва млетачка имовина на простору Византије. Као одговор на ово, из Венеције је покренута млетачка ратна флота са око 120 бродова ка византијским поседима. Борби против Византије прикључила се и краљевина Угарска, а подршку овом савезу давало је и Свето римско царство, са Фридрихом Барбаросом (1152—1190) на челу. У овај савез се 1172. године укључује и Немања, који отпочиње са ударима ка Котору, ометајући истовремено саобраћај кроз моравску долину (путни правац Београд-Браничево-Ниш). Међутим, исте године умире краљ Угарске Иштван III (1162—1172), после чега почињу сукоби око власти у самој Угарској, из којих као победник уз византијску помоћ 1173. године излази Манојлов кандидат Бела III (1173—1196). Непосредно након тога, млетачка војска током зимовању на острву Хиосу бива десеткована епидемијом, тако да Србија остаје сама у борби против Византије. Манојло је одмах искористио повољан тренутак и сам се на челу војске упутио у Србију. Пред надолазећом византијском војском, српски велики жупан се повукао у планине.

### Заточеништво у Цариграду
Овај сукоб се окончао Немањином предајом цару Манојлу. Он је једног дана гологлав, босоног, са одећом исцепаном до лаката, конопцем око врата и мачем на рукама ушао у византијски логор и изашао пред цара. Стигавши до Манојла Немања је пред њега пао ничице пружајући му свој мач, да са њим ради шта му је воља. Византијски цар је прихватио његову понизност, приставши на обнову вазалних обавеза и остављање Немање на положају великог жупана. Завршни део ове епизоде одиграо се у Цариграду, кроз који је бунтовни велики жупан проведен у Манојловој тријумфалној поворци.. Током боравка у Цариграду, велики жупан је живео у манастиру Богородице Евергетиде, у чију је славу по повратку у Србију подигао манастир Богородице Добротворке (Студеница).

### Повратак у Србију
Византијски цар Манојло Комнин је вратио Немању на положај великог жупана, а његовој браћи је потврдио њихове удеоне области - Страцимиру око Западне Мораве и Мирославу Захумље. По повратку у Србију, Немања се окренуо учвршћивању централне власти, а Тихомировог сина и наследника Првослава је приморао да се одрекне владарских претензија у његову корист.
У складу са својим вазалним обавезама, Немања је редовно слао помоћне одреде у византијске војне походе. Тако су се и српске снаге нашле у саставу византијске војске коју су трупе Иконионског султаната до ногу потукле у бици код Мириокефалона 17. септембра 1176. године у кланцима Мале Азије. По речима Никите Хонијата, сам Манојло је овај страховит пораз упоредио са катастрофом код Манцикерта из 1071. године.
Византијски цар Манојло I Комнин умире 24. септембра 1180. године, након чега Византију захватају унутрашња превирања, у којима се за пар година смењује неколико владара, што доводи до великих промена на Балканском полуострву. Краљевина Угарска, великожупанска Србија и бановина Босна непосредно после Манојлове смрти прекидају вазалне односе са Византијом., а већ 1185. године на простору данашње Бугарске избила је побуна у којој је обновљена бугарска држава и створено друго бугарско царство. Многе вазалне државе у региону, међу којима и Србија, тада се окрећу од слабе Византије према Папству.

### Освајање Ниша, Косова и Метохије
Унутрашњу кризу у Византији први је искористио угарски краљ Бела III, који је током 1180. и 1181. године освојио византијски дукат Далмације и Хрватске. Немања му се придружио 1183. године и они су заједно нападали на византијске поседе у Моравској долини и источно од ње. Током овог похода заузети су Београд, Браничево, Равно (данашња Ћуприја) и Ниш, а здружене снаге су продрле чак до Средеца (данашња Софија). Мађари су се након тога повукли из борби, док је Немања наставио офанзиву и заузео област нишавску до краја, Липљан, и Мораву (Биначка Морава, и звано Врање, призренску област и оба Полога до краја с међама својим).
Стефан Првовечани у Немањином житију наводи:
А кад се угарски краљ врати у своју државу, Свети, растав се од њега, отиде са силом својом на град Перник, па и њега разруши силом својом и опустоши и град Стоб, и град Землн, и град Велбужд, и град Житомитски, и град Скопље, и град Лешки у Доњем Пологу, и град Градац, и град Призрен, и град славни Ниш, и град Сврљиг, и град Равни, и град Козли. Те градове поруши и до краја темеља их искорени, јер не оста камен на камену који се не поруши. И не подигоше се ни до данас. Земље њихове, и богатства њихова, и славу њихову приложи богатству и слави отачаства свога, и слави велможа, и народа свога.

### Освајање Зете
После продора на југ и исток, Немања је напао византијског вазала, кнеза Дукље Михајла III (1162—1186), из владарске династије Војислављевића. Ток освајања није познат, али се он већ у јануару 1186. године помиње као владар у Котору, тако да се сматра да је до тада овладао целокупном Зетом.
У том походу заузео је градове: Дањ, Сард, Дриваст, Скадар, Свач, Улцињ, Бар, Рисан, а о страдању градова, у којима су византијске присталице (житијима називани Грцима) пружиле отпор, у његовим житијима се наводи:
Поврати Диоклитију и Далмацију, отачаство и рођење своје, праву дедовину своју, коју је насиљем држао грчки народ, и градове у њој, сазидане од руку њихових, тако да се прозвала грчка област... А Котор остави, утврди га и пренесе свој двор у њ, који је и до данас. Остале градове пообара, и поруши, и претвори славу њихову у пустош, истреби грчко име, да се никако не помиње име њихово у тој области. Народ свој у њима неповређен остави да служи држави његовој, са страхом, и са уреченим данком од Светога.
...градове сазидане од њих разруши и измени славу њихову у слику пустоши, и име њихово не назва се више тамо у области тој...
Ових борби и разарања је био поштеђен само Котор, који је Немања додатно утврдио и у њему подигао свој дворац. Последње, везано за данак, указује на то да градови нису били у потпуности срушени.

### Напади на Дубровник
Истовремено са Немањиним походима, његова браћа Страцимир и Мирослав су 1184. године отпочели са нападима на поседе Дубровачке републике. Прво је Страцимир са флотом покушао да заузме Корчулу, али је претрпео пораз у коме му је флота спаљена, а он сам се једва спасао. Исте године, Мирослав је напао Дубровник са 13 бродова, али је 18. августа потучен недалеко од Пољица, код острвцета Колочепа. Наредне, 1185. године, Мирослав је опсео град са копна, али се повукао након седам дана бомбардовања града помоћу опсадних справа.
Непријатељства између Дубровачке републике и Србије су окончана 27. септембра 1186. године, када је закључен мир између њихових представника, жупана Невдала и Дружине Видошевића (са српске стране) и дубровачког кнеза Крваша и надбискупа Трифуна (са дубровачке стране). Одредбе мира давале су Дубровчанима право слободне трговине, испаше и искоришћавања шума у Србији, док је становницима Србије омогућен слободан промет у граду..

### Преговори са Барбаросом и крсташки напади на Византију
После слома друге норманске офанзиве на Балканско полуострво (крајем 1185), византијски цар Исак II (1185—1195, 1203 — 1204) је ступио у преговоре са Белом III око окончања непријатељстава. Направљен је договор да се цар ожени Белином ћерком Маргаритом, а да као мираз Византији буду враћени градови и области у моравској долини, који су већином били у Немањиним рукама. Овај догађај оставио је Србију без јаког савезника, због чега је Немања био приморан да пронађе другог јаког савезника. Истовремено је наставио офанзиву и ширење својих области, ослањајући се на византијску заузетост побуном на простору данашње Бугарске коју је помагао.
Пад Јерусалима 2. октобра 1187. године, покренуо је III крсташки поход на Свету земљу. Део крсташа, предвођен светим римским царем Фридрихом Барбаросом, планирао је да прође кроз Немањине земље, што је велики жупан покушао да искористи, уздајући се у непријатељство Фридриха и Византије услед сукоба на простору данашње Италије. Његови изасланици су на Божић 1188. године у Нирнбергу, предложили светом римском цару да се састане са Немањом који ће му омогућити безбедан пролазак и снабдевање кроз Србију.
До сусрета двојице владара дошло је 27. јула 1189. године у Нишу. Немања је у пратњи свог брата Страцимира понудио Фридриху:
- 20.000 војника спремних на рат са Византијом
- ступање Србије у вазалне односе са Светим римским царством заузврат, Немања је тражио да му се признају сва дотадашња и будућа освајања.

Сличну понуду су, том приликом, изнели и устаници са простора данашње Бугарске, нудећи 40.000 војника. Фридрих није прихватио ове понуде, тако да није дошло до стварања савеза, али је та опција остала отворена, о чему сведочи и уговорено венчање између Мирослављевог сина Тољена и ћерке Бертолда од Андекса, истарског грофа и титуларног војводе Хрватске и Славоније, до којег на крају ипак није дошло.
Крсташка војска је из Ниша наставила низ Via Militaris ка Сердици и Хадријанопољу, а иза ње је наступао Немања са својим трупама настављајући освајања Византијских области. Стални пљачкашки напади на крсташе довели су до отворених непријатељстава и Фридрихове снаге новембра 1189. године, после опсаде, заузимају Хадријанопољ и отпочињу са припремама за удар на Цариград. Због тога долази до обнове преговора о савезу са Немањом и устаницима са простора данашње Бугарске, а Фридрих покреће и своју флоту (на челу са његовим сином Хенриком (1191—1197)) ка Цариграду, да би извршио поморску блокаду византијске престонице, коју је уз помоћ Срба и Бугара планирао да нападне. Међутим, ове акције бивају прекинуте 14. фебруара 1190. године, када долази до закључења мировног уговора по коме су крсташи пребачени у Малу Азију да наставе свој поход ка Јерусалиму.
Ослобођен опасности од Фридриховог напада, Исак II покреће своје трупе, прво ка простору данашње Бугарске, а потом и ка Немањи који је у међувремену освојио Перник, Земен, Велбужд, Житомиск, Стоби и Скопље. Византијска војска је надирала са југа и Немања се пред њом повлачио, да би негде на Јужној Морави (у јесен 1190. или почетком 1191. године) дошло до битке у којој је Византија однела одлучну победу. Немања се након тога повукао, док су Византинци опустошили тај део Србије, спаливши и један Немањин дворац, највероватније недалеко од данашње Куршумлије. После тих дејстава, дошло је до склапања мира, према коме је:
- Немања морао да врати Перник, Земен, Велбужд, Житомиск, Стоби, Скопље, Ниш, Равно и контролу над правцем
- Немањи су призната ранија освајања (Косово са Липљаном, Метохија до Призрена)
- Немању наслеђује његов средњи син Стефан Првовенчани, који добија титулу севастократора и Исакову братаницу Јевдокију за жену, а не најстарији Вукан.

Последњи рат, Немања је водио, 1192. или 1193. године, против Мађара, који су напали Србију. Детаљи овог сукоба нису познати, али је извесно да су Византинци са неколико одреда потпомогли српску одбрану и да се цео сукоб окончао без неких територијалних промена, након притиска који је на краља Угарске Белу III извршио папа Целестин III (1191—1198), на инсистирање Исака II.
Крајем Немањине владавине, настала је и најстарија, данас сачувана, ћирилична књига писана српском редакцијом старословенског језика, Мирослављево јеванђеље, писано за његовог старијег брата, хумског кнеза Мирослава.

## Повлачење са власти и одлазак у монаштво
Стефан Немања се повукао са власти на великом државном сабору 25. марта 1196. године на који је позвао:
… жену своју, и синове своје, и архијереја својега по имену Калиника, и старешине, и кнезове земље своје који управљаху, војводе, војнике …
На сабору власт и титулу великог жупана предао је средњем сину Првовенчаном, а опис тога оставио је и Сава I Немањић у Студеничком типику.

„… изабра племенитог и драгог сина Стефана Немању, зета Богом венчанога кир-Алексија, цара грчкога, …“

Свети Сава I Немањић, 
Убрзо, таст Првовенчаног Алексије III Анђел (1195—1203) 08.04. 1195. године извршио државни удар у коме је свргнуо са власти свог брата Исака II и преузео власт. Најстаријем сину Вукану је оставио на управу Зету, Травунију, Хвосно и Топлицу, са тим да је подређен Првовенчаном, као српском великом жупану.
Немања се после сабора и повлачења са власти замонашио са супругом Аном у цркви светих Петра и Павла у Расу и том приликом су узели монашка имена Симеон и Анастасија. Прву годину свог монашког живота провео је у манастиру Студеници, да би се у новембру 1197. године придружио свом најмлађем сину монаху Сави на Светој гори. Тамо је, заједно са њим, уз дозволу византијског цара, оживео запустели манастир Хиландар 1198.
...који ће служити за примање људи од српскога народа...— Оснивачка хрисовуља манастира Хиландар
Током владавине Ивана Грозног култови Светог Саве, Светог Симеона и Светог кнеза Лазара били су присутни и ширили су се у Русији.

## Смрт
Немања је преминуо у дубокој старости, у манастиру Хиландар 13. фебруара 1199. или 1200. године. Према хришћанском предању, у тренутку његове смрти просторију је обасјала светлост. Следеће године га је Светогорски сабор канонизовао као светог Симеона Мироточивог, јер су његове мошти точиле миро. Његов син Сава је 1208. године пренео његове посмртне остатке у Србију, да би над њима измирио своју старију браћу Првовенчаног и Вукана који су се борили око власти. Његове мошти су тада положене у његову задужбину Студеницу, поред оца, у којој се и данас налазе десно од олтара у саркофагу.
У међувремену померане су његове мошти неколико пута: из Студенице у Жичу, па назад у Студеницу, затим одатле у Сопоћане - где су почивале 152 године. У земљи су биле укопане 211 година. Године 1686. су пренете у Црну Гору, а затим враћене у Студеницу 1701. године. Последњи пут су (још само годину дана) светитељеве мошти избивале - биле склоњене 1790-1791. године у Банат, у манастир Војловицу.
Српска православна црква га прославља 26. фебруара по грегоријанском, односно 13. фебруара по јулијанском календару.

## Немањина верска политика
Стефан Немања се сматра једним од родоначелника Српске православне цркве, првим великим ктитором православних храмова међу Србима и дубоко побожним човеком. Православље је, према византијском моделу, постало државна вера, а епископија у Расу њено средиште. О томе сведочи и чињеница да су рашки епископи Јевтимије и Калиник важили за утицајне личности у држави и на саборима. Без обзира на то, он је одржавао добре и чврсте везе представницима папске курије, како из политичких разлога због подршке у борби против Византије, тако и због чињенице да је у његовој држави део становништва, махом у приморским областима, био римокатоличке вере..
Током своје владавине, Немања је повео борбу против богумилске јереси чије је припаднике прогнао и казнио, тако да они након тога нису представљали већу опасност по државу.

### Немањине задужбине
Током свог живота Немања је подигао и обновио већи број манастира и цркви, како на просторима којима је владао односно управљао, тако и у другим земљама.
- Манастир Богородице код Куршумлије (пре 1168—1172)[87]
- Манастир светог Николе код Куршумлије (пре 1168)[87]
- Манастир светог Ђорђа у Расу (Ђурђеви ступови) (после 1168. године)[9]
- Манастир Богородице Добротворке (Студеница) (1183-око 1191)[87]
- Манастир Хиландар (1198)[9]
- Манастир светог Николе (Кончул или Казиновићи) на Ибру[87]
- Манастир Богородице Бистричке на Бистрици код Бијелог Поља[1]
- Женски манастир Богородице у Расу[1]
- Манастир светог архангела Михајла у Скопљу (обновио)[1]
- Црква светог Николе у Нишу
- Црква манастира светог великомученика Пантелејмона у Нишу (обновио)[87]
- Манастир свете Богородице Градачке (ибарски Градац), помиње се од његовог доба[87]
- Манастир светог Николе у Дабру (Бања) код Прибоја, помиње се од његовог доба[87]
- Манастир светог Ђорђа у Дабру (Ораховица или Мажићи) код Прибоја, помиње се од његовог доба[87]

Поред ктиторских делатности, Немања је помагао хришћанске светиње у свету:
- Цркву Светог гроба у Јерусалиму
- Цркву светог Јована Претече у Јерусалиму
- Цркву светог Теодосија у пустињи код Витлејема
- Цркву светих апостола Петра и Павла у Риму
- Цркву светог Николе у Барију
- Манастир Богородице Евергетиде у Цариграду
- Манастир светог Димитрија у Солуну

### Прогони богумила
Крајем 12. века, међу Србима и другим балканским Словенима, је било веома распрострањено словенско хришћанско учење названо богумилство. Главна политичка тенденција богумилства била је отпор византијској државној и црквеној власти.
Само богумилство је било веома раширено међу народом у Босни и суседним областима, а његово ширење међу властелом довело је Немањине акције против њих. Он је сазвао државни сабор на коме је требало да се донесе одлука даљим мерама против њих. На њему се део властеле успротивио било каквој акцији против њих али је на крају ипак донета одлука да се они прогнају из земље и казне. Богумили су се оружјем супротставили одлукама сабора, тако да је Немања против њих повео прави крсташки рат. у коме је богумилство уништено. Они су већином протерани из државе, имовина им је попаљена и одузета, док је део њих остао у земљи прикривајући своју веру. Немањин син Првовенчани, овим речима описује рад свог оца против богумила:
Као некада пророк Илија, који је устао на бестидне јереје, и он изобличи безбоштво њихово, и једне попали, друге разним казнама казни, треће прогна из државе своје а домове њихове, и све имање сакупив, разда прокаженим и убогим. Учитељу и начелнику њихову језик уреза у грлу његову, што не исповеда Христа, сина божјег.
У сукобима су спаљене њихове књиге, највероватније словенске апокрифне књиге, које су они преводили. Део богумила је тада побегао у околне земље, махом у Босну, где су нашли уточиште под окриљем Цркве босанске и бана Кулина.

## Споменици
На централном делу Савског трга у Београду, испред зграде Железничке станице, постављен је споменик великом жупану Стефану Немањи. Аутор споменика је руски скулптор Александар Јулијанович Рукавишњиков, члан Руске академије уметности.
Споменик је израђен у Подмосковљу и у деловима се превозио у Србију, где се поново саставио. Први делови споменика су кренули 8. августа 2020. године.
Споменик је висок 23 метра. Постамент представља поломљени византијски шлем из кога симболично настаје српска средњовековне држава, уједно на одвајању од Ромејског царства, али и на његовим темељима. На постаменту су приказани историјски мотиви из времена Стефана Немање, попут његових задужбина манастира Студеница и Хиландар.
Постоји иницијатива да му се подигне споменик у Нишу.

## Извори и литература